# Andrés Holguín
Andrés Holguín Holguín (Bogotá, 19 de mayo de 1918-Ibídem, 21 de junio de 1989) fue un escritor, periodista, traductor, jurista y diplomático colombiano.

## Biografía
Andrés Holguín nació en Bogotá en 1918, en el seno de una familia aristocrática de la ciudad.
Asistió hasta 1935, la Escuela Nacional de Comercio y completó hasta 1942 la formación como abogado en el Colegio Mayor de Nuestra Señora del Rosario. Ocupó varias oficinas estatales y fue diplomático en París, Roma y Caracas.
Desde la edad de dieciséis años comenzó a publicar y publicó más de veinte libros, incluidos libros de poesía, obras filosóficas y literarias. Fundó El Muro Blanco y luego El Arké, dos organizaciones dedicadas a promover la cultura en Colombia.
También enseñó en la Universidad de los Andes y en la Universidad de Bogotá, donde dirigió la Facultad de Artes y fue profesor de literatura y filosofía y publicó la revista Razón y Fábula. Para la columna Temas inesperados, que publicó durante años en el periódico El Tiempo, recibió el Premio Nacional de Periodismo.
Fue procurador general de la nación de 1961 a 1963, y Consejero de Estado. En 1987 fue elegido registrador nacional de Colombia, pero renunció meses después por problemas de salud, muriendo sólo dos años después a los 71 años.

## Familia
Andrés Holguín pertenecía a varias de las grandes familias de la aristocracia capitalina. Eran sus hermanos el abogado y diplomático bogotano Carlos, Roberto, José Eusebio y Hernando Holguín Holguín.

### Ascendencia
Su padre era Jorge Holguín Lloreda, hijo de Enrique Holguín y sobrino de Carlos y Jorge Holguín Mallarino, dos prominentes políticos de la ciudad de Cali, expresidentes de Colombia y a su vez sobrinos de otro expresidente, Manuel María Mallarino, ya que eran hijos de su hermana, casada con el empresario Vicente Holguín. Por otra parte su padre estaba casado con la nieta de José Lloreda Becerra, patriarca de la familia Lloreda, siendo trastataranieto suyo el periodista Rodrígo Lloreda Caicedo.
Su madre era Catalina Holguín y Caro, una de las hijas de Carlos Holguín con Margarita Caro Tobar, hermana del escritor Miguel Antonio Caro (6° presidente de Colombia) e hija del también escritor José Eusebio Caro (confundador del Partido Conservador junto a Mariano Ospina Rodríguez, también expresidente del país). Hermanos de Catalina eran el diplomáticos Hernando, la pintora Margarita, y la ex primera dama Clemencia Holguín y Caro (casada con otro expresidente, Roberto Urdaneta).
Por consiguiente, Andrés era, por parte paterna, primo del político Carlos Holguí Sardi -hijo de Carlos Holguín Lloreda, su tío-; sobrino nieto de los hermanos Carlos y Jorge Holguín, sobrino bisnieto de Manuel María Mallarino, bisnieto de Vicente Holguín, y tío segundo de la diplomática María Ángela Holguín (sobrina bisnieta de su padre). Por parte materna era nieto, además, de Margarita Caro, sobrino nieto de Miguel Antonio Caro, bisnieto de José Eusebio Caro, sobrino de Hernando, Margarita y Clemencia Holguín y Caro, sobrino segundo de Julio Caro de Narváez.

## Obras
- Poemas (1944)
- La tortuga, símbolo del filósofo (1961)
- Cultos religiosos y corrida de toros (1966, junto a Carlos Holguín)
- Las formas del silencio y otros ensayos (1969)
- Antología crítica de la poesía colombiana, 1874-1974 (2 Bände, 1974)
- Notas griegas (1977)